# Toribio Martínez Cabrera
Toribio Martínez Cabrera (Santa Colomba de Somoza, 13 de abril de 1874 - Paterna, 23 de junio de 1939) fue un militar español que participó en la guerra civil española en el bando republicano. Fue ejecutado por el bando sublevado tres meses después de acabada la guerra. Su memoria fue rehabilitada en un acto celebrado en marzo de 2008 en la Escuela de Guerra del Ejército de Tierra. 

## Biografía
Nació en un pequeño pueblo, Andiñuela de Somoza, del municipio maragato de Santa Colomba de Somoza, en la provincia de León. En 1892 ingresó en el Ejército como soldado de artillería del Ferrol, para más tarde incorporarse a la Academia de Infantería de Toledo de la que egresó como segundo teniente en 1896. A finales de ese verano fue destinado a un regimiento de Lugo que partiría a Cuba, donde se enfrentó a los insurgentes independentistas. En agosto de 1897 regresó a la península y se incorporó a la Escuela Superior de Guerra, de la que sería nombrado profesor en 1906. Una vez ascendido a teniente coronel, en 1920, ocupó diversos cargos administrativos en los gobiernos militares de Huesca y Madrid. En 1921 fue nombrado gobernador civil de Badajoz.
Al año siguiente cesó en el puesto, continuando en diversos destinos, la mayoría de carácter administrativo o de instrucción dentro del Ejército. Con el grado de general desde 1934, fue director de la Escuela Superior de Guerra. Visitó Córdoba en mayo de 1935, acompañado por su ayudante, el comandante de Estado Mayor señor Alonso y departió unas horas con su cuñado Francisco Perea Blasco.

## Guerra Civil
El golpe de Estado que dio origen a la guerra civil le sorprendió destinado como gobernador militar de Cartagena (Murcia), plaza que conservó para el gobierno de la República. El 20 de noviembre fue nombrado jefe del Estado Mayor Central del Ejército, cargo del que fue relevado poco después, por presión del Partido Comunista de España, que no se fiaba de él. Destinado en el Frente del Norte, el fracaso de las operaciones militares y las represalias dentro del Ejército Popular por parte de los comunistas le llevan a prisión hasta que en mayo de 1938, bajo el gobierno de Juan Negrín, es liberado y destinado como comandante militar en Madrid. Poco antes del final de la guerra dio su apoyo al golpe de Casado. Posteriormente consiguió llegar hasta Valencia donde fue apresado por las tropas sublevadas, y posteriormente ejecutado en Paterna el 23 de junio de 1939.
El 28 de marzo de 2008 la Escuela de Guerra del Ejército de Tierra celebró un acto en el que se reconoció la figura del general Martínez Cabrera. Presidida en dicha sede en Madrid por el entonces director del Centro Superior de Estudios de la Defensa Nacional, general de brigada Alfonso de la Rosa, la ceremonia congregó a varios de sus familiares directos en el que se depositó la faja de Estado Mayor del fallecido en la vitrina del Monumento a los Caídos del Estado Mayor.
| Predecesor: José Sánchez-Ocaña Beltrán | Jefe del Estado Mayor Central del Ejército Bando republicano 20 de noviembre de 1936 - 20 de mayo de 1937 | Sucesor: Vicente Rojo Lluch |